# Ždírec, Plzeň-jih
Ždírec là một làng thuộc huyện Plzeň-jih, vùng Plzeňský, Cộng hòa Séc.